# Хлестаков
Ива́н Алекса́ндрович Хлестако́в — главный герой комедии «Ревизор» Н. В. Гоголя. Один из самых известных образов русской литературы. От его фамилии происходит понятие «хлестаковщина», обозначающее непомерное враньё-хвастовство.
Хлестаков, молодой человек лет двадцати трёх, тоненький, худенький; несколько приглуповат и, как говорят, без царя в голове, — один из тех людей, которых в канцеляриях называют пустейшими. Говорит и действует без всякого соображения. Он не в состоянии остановить постоянного внимания на какой-нибудь мысли. Речь его отрывиста, и слова вылетают из уст его совершенно неожиданно. Чем более исполняющий эту роль покажет чистосердечия и простоты, тем более он выиграет. Одет по моде.Н. В. Гоголь

## Место в сюжете
Случайно попав в глухой провинциальный городок и полностью проигравшись в карты, Хлестаков оказался в центре случайных ошибок. Из полученного письма высшие чиновники города узнают о прибытии в их город ревизора из Петербурга — и принимают за него Хлестакова. И вот уже его со всех сторон обхаживают начальники города, и улыбаются ему, и выказывают всяческое участие к его проблемам, и готовы предоставить деньги взаймы, и дамы влюбляются в него, и все ему угождают. И он тоже старается быть вежливым и всем угодить.
Первое представление о Хлестакове мы получаем из описания Бобчинского и Добчинского: «молодой человек недурной наружности в партикулярном платье»; который «ходит этак по комнате, и в лице этакое рассуждение… физиономия… поступки, и здесь (вертит рукою около лба) много, много всего». Который к тому же «всё забирает на счёт и ни копейки не хочет платить». Дальше мы понимаем, почему Хлестаков так «престранно себя аттестует», когда о нём самому себе читает нравоучения Осип: «С проезжающими знакомится, а потом в картишки — вот тебе и доигрался!» Сам Хлестаков появляется лишь во втором явлении второго действия. С первых же минут появления на сцене мы видим его манеру обращаться с крепостными: Осипа он обзывает «дураком», «скотиной», «грубым животным». Хлестаков умеет и подольститься. Желая получить обед в долг, он очень вежливо обращается с трактирным слугой, называя его «братцем», «любезным». Но, получив обед, он ругает слугу и хозяина последними словами: «Мошенники! Канальи!», «Подлецы! Бездельники!». С городничим, который представляет собой власть в городе, Хлестаков подчёркнуто вежлив. Желая произвести впечатление на Анну Андреевну и Марью Антоновну, Хлестаков говорит языком бомонда. Зная два-три французских слова («бонтон», «моветон» и «компрене ву»), он легко добивается цели: Марья Антоновна с восторгом восклицает: «Вы говорите по-столичному!».
Хлестаков на протяжении нескольких сцен не догадывается, что ему дают взятки. При первой встрече с городничим он с жаром восклицает: «Дайте, дайте мне взаймы, я сейчас же расплачусь с трактирщиком». Городничий натренированным жестом «ввернул» ему 400 рублей вместо 200. В четвёртом действии судья Ляпкин-Тяпкин пытается всунуть Хлестакову взятку, но, переволновавшись, роняет деньги на пол. Хлестаков, увидев деньги сам просит у судьи взаймы, причём это как-то само собой срывается с его языка. Получив взаймы, он считает нужным объяснить судье, что «в дороге совершенно издержался», и обещает, что пришлёт ему долг из деревни, искренне веря в это. Увидев, как легко прошло с судьёй, Хлестаков начинает занимать деньги у всех: у почтмейстера, у Артёмия Филипповича, у Луки Лукича, и всем рассказывает о «престранном случае», что «в дороге совершенно издержался». Даже у Добчинского и Бобчинского (которым, казалось бы, незачем давать взятку ревизору) Хлестаков просит взаймы, причём делает это «вдруг и отрывисто», и даже не ссылается на «странный случай». Только, когда к Хлестакову прорываются купцы «челом бить на городничего» и хотят заплатить ему натурой (сахаром и вином), до Хлестакова вдруг доходит, что ему давали взятки, и он с пафосом отказывается. И соглашается на 1000 рублей ассигнациями, которые он по-прежнему расценивает как взаймы. И только после вмешательства Осипа, который явно умнее своего барина (и понимает, что и натура, и деньги — всё взятки), Хлестаков молча соглашается, чтобы Осип всё забрал.

## Характеристика
Хлестаков — вовсе не злокозненный бандит или хитрый интриган. В нём нет ни злобы, ни коварства. Он попадает в игру обстоятельств. Очень милый, вежливый и благовоспитанный, всегда с обаятельной улыбкой, член своего общества, отпрыск дворянского рода. «Не могущий жить без Петербурга», — поддерживает то, чего от него ждут. Вполне вписываясь в круг предложенных обстоятельств, когда любой столичный проходимец и прощелыга, случайно проезжающий мимо, может быть принят в провинциальном городке России с её централизацией — пирамидой или вертикалью чиновничьей власти — за всемогущего всевластного чиновника.
Хлестаков живёт по законам великосветского общества, потому что никакого другого никогда не видел. Его учили уважать чины — и он уважает. Его учили ухаживать за дамами — и он ухаживает. От него хотят услышать россказни про столичную петербургскую роскошную жизнь — он и тут не оплошает. Хлестакову и в голову не приходит сколько-нибудь серьёзно относиться к собственным словам и отвечать за них — ведь в свете к нему всерьёз не относятся, он просто милый и всеми любимый болтунишка-шутник. «Ведь для того и живёшь, чтобы срывать цветы удовольствия», считает Хлестаков. Он не понимает, что случайно столкнулся с другой Россией — и эти два разных мира не могут понять друг друга.
Он не на шутку пугается, когда дело принимает другой оборот, к нему приходят жители города жаловаться на серьёзные нарушения, а всученные ему деньги оказываются взятками. Впрочем, он так уверен в лёгкости жизни, что его испуга не хватает надолго. Хлестаков — абсолютно положительный тип, он идеал того, как должен выглядеть комильфотный светский молодой человек — но, как всегда у Гоголя, в гипертрофированном развитии; Гоголь всегда видит в малом — большое. И вся глупость и пошлость такой благонравности сразу становится видна.

### Суждения о Хлестакове
В годы, прошедшие после премьеры пьесы, образ Хлестакова воспринимался всё более углубленно, обретал символическое значение. О нём спорили и продолжают спорить литературные критики, маститые писатели, режиссёры, актёры — исполнители роли:
- говоря о Хлестакове, сам Гоголь подчеркивал обыденность «доброго малого»: «Всякий хоть на минуту, если не на несколько минут, делался или делается Хлестаковым». Предваряя свою пьесу «Замечаниями для господ актёров», Гоголь объясняет будущим исполнителям роли Хлестакова: «Чем больше актёр, исполняющий эту роль, выкажет чистосердечия и простоты, тем больше он выиграет». В. Набоков вторит Гоголю: «Он добрая душа, по-своему мечтатель и наделён неким обманчивым обаянием…»;
- Белинский называл главным действующим лицом пьесы (в противовес самому автору) не Хлестакова, а Городничего. Белинский о Хлестакове: «Многие почитают Хлестакова героем комедии, главным её лицом. Это несправедливо. Хлестаков является в комедии не сам собою, а совершенно случайно, мимоходом, и притом не сам …»;
- символист Д. С. Мережковский в статье 1906 года «Гоголь и чёрт» пытается нащупать в комедии мистическое начало: потусторонняя фигура ревизора приходит за душой городничего, воздавая за грехи. «Главная сила дьявола — уменье казаться не тем, что он есть», так объясняется способность Хлестакова ввести в заблуждение по поводу его истинного происхождения[2];
- советский критик А. Воронский: «Фигура Хлестакова: воздушна; во всякий момент она готова расплыться туманным пятном. Он весь в неверном полёте. Недаром появляется он внезапно и так же внезапно исчезает. Куда исчезает, почему? Не человек, а тень, мираж, мыльный пузырь. Он лишен всякого ядра; он тот, кого из него хотят сделать. Трусость городничего и боязнь возмездия превращают Хлестакова в ревизора. Хотят, чтобы он беспросветно лгал, он лжет беспросветно и вдохновенно. Анна Андреевна и её дочь делают его ловеласом, женихом. Осип увозит его из города. Он во всём подчиняется»[3].

## Исполнение роли
Первая постановка: Александринский театр, Петербург — 19 апреля 1836 года, в роли Хлестакова Н. О. Дюр. Первая постановка в Москве: Малый театр — 25 мая 1836 года, в роли Хлестакова Д. Т. Ленский.

Первоначально замысел пьесы не был полностью понят актёрами-исполнителями; они привыкли играть на сцене водевили, и название гоголевской пьесы — «комедия» восприняли в прямом легковесном понимании этого слова. Гоголь был расстроен такой трактовкой пьесы и образов действующих лиц. Сразу после премьеры в Петербурге Гоголь записал в своём дневнике: 
« Главная роль пропала… Дюр ни на волос не понял, что такое Хлестаков. Хлестаков сделался чем-то вроде… целой шеренги водевильных шалунов…».

Гоголь столь тяжело воспринял непонимание пьесы петербургскими актёрами, что на московскую премьеру отказался приехать. Перед московской премьерой он писал Щепкину:
Пб., 10 мая 1836 г. Я забыл вам, дорогой Михаил Семенович, сообщить, кое-какие замечания предварительные о «Ревизоре». Во-первых, вы должны непременно, из дружбы ко мне, взять на себя всё дело постановки её. Я не знаю никого из актёров ваших, какой и в чём каждый из них хорош. Но вы это можете знать лучше, нежели кто другой. Сами вы, без сомнения, должны взять роль городничего, иначе она без вас пропадет. Есть ещё трудней роль во всей пьесе — роль Хлестакова. Я не знаю, выберете ли вы для неё артиста. Боже сохрани, [если] её будут играть с обыкновенными фарсами, как играют хвастунов и повес театральных. Он просто глуп, болтает потому только, что видит, что его расположены слушать; врёт, потому что плотно позавтракал и выпил порядочного вина. Вертляв он тогда только когда подъезжает к дамам. Сцена, в которой он завирается, должна обратить особое внимание. Каждое слово его, то есть фраза или речение, есть экспромт совершенно неожиданный и потому должно выражаться отрывисто. Не должно упускать из виду, что к концу этой сцены начинает его мало-помалу разбирать. Но он вовсе не должен шататься на стуле; он должен только раскраснеться и выражаться ещё неожиданнее и, чем далее, громче и громче. Я сильно боюсь за эту роль. Она и здесь была исполнена плохо, потому что для неё нужен решительный талант. 
В 1920 году роль Хлестакова исполнил Михаил Чехов. Однажды в сцене, когда Хлестаков рассказывает об арбузе, который подали на стол во время одного из петербургских балов, Чехов очертил в воздухе контуры этого арбуза, но, вместо того чтобы показать круг, он начертил четырёхугольник. От неожиданности смех возник не только в зрительном зале, но и на сцене.
— Миша, нельзя так смешить! — сказал ему в антракте Москвин. — Как вам пришло в голову, что арбуз может быть квадратным?
— Когда я сказал: «На столе, например, арбуз — в семьсот рублей арбуз», — я вдруг понял, что арбуз в семьсот рублей не может быть обычной формы, — ответил Чехов.
- 19 апреля 1836 года — Дюр, Николай Осипович — Александринский театр, Петербург, самый первый исполнитель
- 25 мая 1836 — Ленский, Дмитрий Тимофеевич — Малый театр, первый исполнитель в Москве
- 1852 — С. В. Васильев — Малый театр, Москва
- 1860 — Пётр Вейнберг — литературный кружок, Петербург
- 1882 — Василий Далматов — Театр Корша
- 1908 — Аполлон Горев — МХТ
- 1908 — Степан Кузнецов — МХТ
- 1912 — Роман Аполлонский — Александринский театр
- 1918 — Борис Горин-Горяинов — Ленинградский Академический театр драмы
- 1919 и дореволюционные постановки — Александр Остужев — Малый театр
- 1920—1921 — Михаил Чехов — МХТ (см. фотографию Чехова в роли Хлестакова). Театровед и драматург А. И. Пиотровский:«Хлестаков Чехова — настоящий художественный подвиг, это одна из тех ролей, которые изменяют весь спектакль, ломают привычное его понимание и сложившиеся традиции» (Пиотровский Адр. И. <Без названия> // Ленингр. правда. 1923. 25 мая)[6]. Театровед и критик Ю. В. Соболев выразил преобладающее мнение о М.Чехове-Хлестакове:«Быть может, в первый раз за все те восемь десятилетий, которые насчитывает сценическая история „Ревизора“, — на русской сцене явлен, наконец-то! — тот Хлестаков, о котором писал сам Гоголь…» (Соболев Ю. В. МХАТ и его студии // Вестн. театра. 1921. № 91/92. С. 12)[6]
- 1924 — Степан Кузнецов — Театр им. МГСПС
- 1925 — Степан Кузнецов — Малый театр
- 1926 — Эраст Гарин — ГосТиМ (Государственный театр имени Вс. Мейерхольда)
- 1926 — Сергей Мартинсон — ГосТИМ (Государственный театр им. Мейерхольда)
- 1936 — Б. А. Бабочкин — Ленинградский Академический театр драмы
- 1938 — В. Мейер — Малый театр, Москва
- 1938 — Ильинский, Игорь Владимирович — Малый театр, Москва
- 1939 — Р. Симонов — Театр имени Е. Б. Вахтангова
- 1949 — Ильинский, Игорь Владимирович — Малый театр, Москва; (см. фотографию в роли Хлестакова, 1938). Из книги Ю. А. Дмитриева «Академический Малый театр. 1944—1995»: он [И.Ильинский] убедительно показывал, что характер этого человека прежде всего в том, что у него нет никакого характера, а есть только поразительная приспособляемость к месту и времени. В зависимости от того, с кем имел дело Хлестаков, сам того не замечая, менялся, приспосабливался к собеседнику, становился его вторым «я», будь то Хлопов, Земляника, Анна Андреевна или кто-нибудь другой.[7]
- 1951 — А. А. Попов — Центральный театр Советской армии
- 1952 — Афанасьев, Н. Л. — Малый театр
- 1952 — Б. А. Фрейндлих — Ленинградский Академический театр драмы
- 1972 — Олег Басилашвили — БДТ — постановка Г. А. Товстоногова
- 1972 — Андрей Миронов — Московский театр сатиры
- 1983 — Василий Мищенко — Московский театр «Современник»
- 1996 — Максим Суханов — Московский драматический театр им. К. С. Станиславского, режиссёр Владимир Мирзоев

Персонаж Максима Суханова предстаёт перед изумлённой публикой как этакий «человекообразный мутант», физиологически находящийся на стадии полураспада — с бритой головой и лицом, заросшим щетиной, в мохнатой звериной шкуре и с голосом, диапазон звучания которого простирается от утробного звериного рыка до тонюсенького комариного писка. 
- 2002 — Олег Макаров — Театр имени Е. Б. Вахтангова
- 2002 — Алексей Девотченко — Александринский театр; А. М. Воронов: Если у автора Хлестаков, впервые появляясь на сцене, мучительно ищет способ избавиться от хронического безденежья, то персонаж Алексея Девотченко в начале спектакля спокоен и деловит. Он занят важным делом — составляет краплёную колоду «Аделаида Ивановна», с помощью которой рассчитывает компенсировать все понесённые материальные потери. Режиссёр неслучайно вкладывает в уста Хлестакова цитату из «Игроков» (комедии Н. В. Гоголя, в которой главный герой, мнивший себя величайшим в мире мошенником, оказывается одураченным ещё более ловкими жуликами). Благодаря этому «постмодернистскому» штриху, многое в Хлестакове становится ясным с самого начала. Перед нами — не желторотый птенец, а отпетый мошенник и картёжник, успевший за свою бурную жизнь не только отведать изрядную долю тумаков, но и посидеть в тюрьме (характерные для уголовников жаргонные словечки ненавязчиво, но отчётливо вплетаются в речь Хлестакова на протяжении всего спектакля)[8].
- 2006 — C. В. Потапов — Малый театр, постановка Ю. М. Соломин
- 2006 — Д. Н. Солодовник — Малый театр, постановка Ю. М. Соломин
- 2018 — И. В. Ильиных — МОГТЮЗ
- 2020 — Владислав Миллер — Московский театр Олега Табакова[9]

Без хронологической последовательности
- Вивьен — Ленинградский Академический театр драмы
- Леонидов, Леонид Миронович — Театр Корша
- А. М. Максимов — Александринский театр, Петербург
- Н. Е. Марковский — Средний драматический, Санкт-Петербург
- А. Е. Мартынов — Александринский театр, Петербург. Л. Н. Толстой отмечал, что «Мартынов был первым настоящим Хлестаковым. М. отверг традицию водевильного исполнения этой роли, шедшую от Н. О. Дюра, и создал реалистич. образ Хлестакова, воплощавший пошлость, пустоту, ничтожество чиновничьего мира николаевской России»[10].
- И. И. Монахов — Александринский театр, Петербург
- М. М. Петипа — Александринский театр, Петербург
- Н. М. Радин — Театр Корша
- М. А. Решимов — Малый театр, Москва
- М. П. Садовский — Малый театр, Москва
- Н. Ф. Сазонов — Александринский театр, Петербург
- И. В. Самарин — Малый театр, Москва
- П. В. Самойлов — Александринский театр, Петербург
- Н. В. Светлов — Театр Корша, Москва
- Виталий Соломин — Малый театр, Москва
- Юрий Соломин — Малый театр, Москва
- Сергей Удовик — театр им. Маяковского, 2007, постановка Сергея Арцибашева.
- А. И. Чарин — Театр Корша
- С. В. Шумский — Малый театр, Москва
- H. К. Яковлев — Малый театр, Москва

- Горбачёв, Игорь Олегович — 1952 «Ревизор» — режиссёр Владимир Петров
- Мигицко, Сергей Григорьевич — 1977 «Инкогнито из Петербурга» — режиссёр Леонид Гайдай
- Миронов, Евгений Витальевич — 1996 «Ревизор» — режиссёр Сергей Газаров

## Другие образы
В городе Устюжна на Торговой площади в рамках проекта «Провинциальный Эрмитаж» была установлена скульптурная группа «Хлестаков и Городничий».